# 에리트로마이신
에리트로마이신(erythromycin)은 수많은 병균 감염 치료에 사용되는 항생물질이다. 여기에는 기도 감염, 피부 감염, 클라미디아 감염증, 골반염, 매독이 포함된다. 신생아의 B군 연쇄상구균 감염증 예방을 위해 임신 중에 사용할 수도 있으며, 위마비 개선에도 이용된다. 수액 또는 경구 투여할 수 있다. 신생아 결막염 예방을 위해 분만 후 안연고가 주기적으로 권고된다.
일반적인 부작용으로는 경련성 복통, 구토, 설사가 있다. 더 심각한 부작용으로는 클로스트리디움 디피실 감염증, 간 질환, QT 연장, 알레르기가 포함된다. 페니실린 알레르기가 있는 환자에게는 일반적으로 안전한 편이다. 에리트로마이신은 임신 중에 복용해도 안전한 것으로 보인다. 대체적으로 모유 수유 중에 안전한 것으로 간주되지만 첫 2주 동안 산모가 복용하면 태아에게 날문협착의 위험을 높일 수 있다. 이 위험은 이 기간 아기에게 직접 투여하는 경우에도 적용된다. 매크롤라이드계 항생 물질에 속하며 세균성 단백질 생성을 감소시킴으로써 동작한다.
에리트로마이신은 1952년 사카로폴리스포라 병균으로부터 최초로 분리되었다. 의료제도에 필수적인 가장 효과적이고 안전한 약물 목록인 WHO 필수 의약품 목록에 등재되어 있다. 제네릭 의약품으로 구매가 가능하며 그다지 비싸지 않다. 개발도상국의 도매가는 한 알 당 0.03에서 0.06 USD이다.

## 의학적 이용
에리트로마이신은 연쇄상구균, 포도상구균, 헤모필루스, 홍색음선 등 피부와 폐결핵의 감염을 초래하는 병균을 치료하기 위해 사용할 수 있다. 다음은 일부 의학적으로 중요한 병균에 대한 MIC 민감성 데이터를 나타낸 것이다:
- Haemophilus influenzae: 0.015 ~ 256 μg/ml
- Staphylococcus aureus: 0.023 ~ 1024 μg/ml
- Streptococcus pyogenes: 0.004 ~ 256 μg/ml
- Corynebacterium minutissimum: 0.015 ~ 64 μg/ml